# Ebbe Skovdahl
Ebbe Skovdahl Hansen (Copenaghen, 5 luglio 1945 – Karlslunde, 23 ottobre 2020) è stato un calciatore e allenatore di calcio danese, di ruolo difensore.
Era zio di Michael e Brian Laudrup, anche loro calciatori.

## Palmarès

### Allenatore

#### Competizioni nazionali
- Campionato danese: 5

Brondby: 1987, 1988, 1995-1996, 1996-1997, 1997-1998
- Coppa di Danimarca: 3

Brondby: 1988-1989, 1993-1994, 1997-1998
- Supercoppa di Danimarca: 2

Brondby: 1996, 1997